# فرضية ريمان

الجزء الحقيقي (بالأحمر) والجزء التخيلي (بالأزرق) لدالة زيتا لريمان عبر المستقيم الحرج Re(s) = 1/2 (الجزء الحقيقي ل s مساويا للنصف). الجذور الأولى غير البديهية يمكن أن ترى عندما يكون الجزء التخيلي ل s مساويا ل 14.135± أو 21.022± أو 25.011±.

فرضية ريمان (بالإنجليزية: Riemann hypothesis) هي حدسية حدسها سنة 1859م عالم الرياضيات الألماني برنارد ريمان. تعتبر هذه المسألة من أعظم المسائل وأقدمها ومن أصعب الفرضيات التي استعصت على البرهان.
دالة زيتا معرفة بالنسبة لجميع الأعداد العقدية المختلفة عن 1. جميع الأعداد الزوجية السالبة(2-, 4-, 6-, ...) هي جذور لهذه الدالة وتسمى «جذورا بديهية». فرضية ريمان تتعلق بالجذور غير البديهية وتقول :
الجزء الحقيقي للجذور غير البديهية للدالة زيتا هو 1/2.
تعتبر هذه الحدسية أحد المسائل الأكثر أهمية في الرياضيات الحالية، حيث جاءت ثامنَ مسائل هيلبرت المشهورة التي نُشرت سنة 1900م. كما أنها إحدى المسائل السبع التي اختارتها مؤسسة كلاي سنة 2000م, المعروفة ب مسائل الألفية والتي حددت جائزة مالية لحلها. فرضية ريمان هي المسألة الوحيدة المشتركة بين هاتين اللائحتين.
تتعلق فرضية ريمان بدالة أبدعها ريمان منذ حوالي قرن ونصف واسمها دالة زيتا لريمان. تنص الفرضية على أن الجزء الحقيقي للجذور العقدية لهذا التابع ثابت دوماً ويساوي النصف. جرت محاولات كثيرة خلال قرن ونصف لإثبات الفرضية ولم تكلل بالنجاح. مسألة تقرير وضع الفرضية (من الصحة أو الخطأ أو استحالة إثبات بالرياضيات الحالية).
حل هذه الفرضية يساهم في فهم توزيع الأعداد الأولية.

## دالة زيتا لريمان
دالة زيتا لريمان تعرف بالنسبة لعدد عقدي {\displaystyle s}، جزئه الحقيقي أكبر قطعا من 1 بالمتسلسلة غير المنتهية والمتقاربة مطلقا، التالية:
{\displaystyle \zeta (s)=\sum _{n=1}^{\infty }{\frac {1}{n^{s}}}={\frac {1}{1^{s}}}+{\frac {1}{2^{s}}}+{\frac {1}{3^{s}}}+\cdots .\!}
أثبت ليونهارد أويلر أن هذه المتسلسلة تساوي جداء أويلر والمعرف بما يلي :
{\displaystyle \zeta (s)=\prod _{p{\text{ prime}}}{\frac {1}{1-p^{-s}}}={\frac {1}{1-2^{-s}}}\cdot {\frac {1}{1-3^{-s}}}\cdot {\frac {1}{1-5^{-s}}}\cdot {\frac {1}{1-7^{-s}}}\cdots {\frac {1}{1-p^{-s}}}\cdots }
حيث يشمل هذا الجداء غير المنتهي جميع الأعداد الأولية، وأيضا، يؤول إلى عدد معين عندما يكون الجزء الحقيقي ل {\displaystyle s} أكبر قطعا من 1. كون جداء أويلر متقاربا عندما يكون الجزء الحقيقي ل {\displaystyle s} أكبر قطعا من الواحد، يعني أنه ليس للدالة {\displaystyle \zeta (s)} جذرا في هذه المنطقة.
تتعلق فرضية ريمان بالجذور الواقعة خارج المنطقة التي تكون فيها هاته المتسلسلة متقاربة، ولهذا السبب، فإنه ينبغي لدالة زيتا لريمان أن تُمدد تحليليا إلى جميع الأعداد العقدية. انظر إلى دالة إيتا لدركليه.

دالة زيتا لريمان تستوفي المعادلة الدالية الآتية :
{\displaystyle \zeta (s)=2^{s}\pi ^{s-1}\ \sin \left({\frac {\pi s}{2}}\right)\ \Gamma (1-s)\ \zeta (1-s)}

## الأصل
السبب الذي دفع ريمان لدراسة الدالة زيتا وجذورها هو إرتباطها بالصيغة الكاملة للدالة المعدة للأعداد الأولية {\displaystyle \pi (x)}، التي تقوم بحساب عدد الأعداد اللأعداد الأولية الأقل من عددٍ ما {\displaystyle x}. والتي قام بنشرها في ورقته عام 1859 «حول عدد الأعداد الأولية الأقل من مقدار محدد». الصيغة الكاملة ل {\displaystyle \pi (x)} هي :
{\displaystyle \Pi _{0}(x)=\operatorname {li} (x)-\sum _{\rho }\operatorname {li} (x^{\rho })-\log(2)+\int _{x}^{\infty }{\frac {dt}{t(t^{2}-1)\log(t)}}}.
بحيث أن {\displaystyle \rho } هي الجذور غير البديهية لدالة زيتا لريمان، بالنسبة ل {\displaystyle \operatorname {li} } طالع دالة التكامل اللوغاريتمي.

## نتائج

### توزيع الأعداد الأولية
إذا كانت فرضية ريمان صحيحة فإن قيمة الخطأ بين التكامل اللوغاريتمي لأويلر و {\displaystyle \pi (x)} (انظر إلى الدالة المعدة للأعداد الأولية وإلى أعمال هيلغ فون كوخ في هذا المجال) تستوفي المتفاوتة الآتية :
{\displaystyle |\pi (x)-\operatorname {Li} (x)|<{\frac {1}{8\pi }}{\sqrt {x}}\,\log(x)} لكل {\displaystyle x\geq 2657}.

### نمو الدوال الحسابية
فرضية ريمان تفرض حدودا قصوى على مجموعة من الدوال الحسابية بالإضافة إلى الدالة المعدة للأعداد الأولية المتحَدث عنها أعلاه.

من الأمثلة على ذلك، دالة موبيوس {\displaystyle \mu }. كون المعادلة التالية:
{\displaystyle {\frac {1}{\zeta (s)}}=\sum _{n=1}^{\infty }{\frac {\mu (n)}{n^{s}}}}
صحيحة عندما يكون الجزء الحقيقي ل {\displaystyle s} أكبر قطعا من النصف، مع كون المجموع الموجود في يمين المعادلة متقاربا، يكافئ فرضية ريمان. نتيجة لذلك، يُمكن أن يُستنتج أنه إذا عُرفت دالة ميرتنز كما يلي:
{\displaystyle M(x)=\sum _{n\leq x}\mu (n)}
إذن فإن القول بأن
{\displaystyle M(x)=O(x^{1/2+\varepsilon })\,}
بالنسبة لأي عدد موجب يكافئ فرضية ريمان. (انظر إلى رمز O الكبير)

### الهندسة غير التبادلية
في عامي 1999 و 2000، وصف ألان كن علاقة بين فرضية ريمان والهندسة غير تبديلية.

## الجذور على المستقيم الحرج
بداية القرن العشرين، برهن غودفري هارولد هاردي وجون إيدنسور ليتلوود على أن هناك عددا لا نهائي من الأصفار لدالة زيتا على المستقيم الحرج.

### حسابات عددية
| السنة | عدد الأصفار                                    | عالم الرياضيات |
| ----- | ---------------------------------------------- | --- |
| 1859? | 3                                              | استعمل برنارد ريمان صيغة ريمان-سيغل (دالة لم تنشر ولكنها ذُكرت في سيغل 1932). |
| 1903  | 15                                             | J. P. غرام (1903) استعمل صيغة أويلر-ماكلورين فاكتشف قانون غرام. He showed that all 10 zeros with imaginary part at most 50 range lie on the critical line with real part 1/2 by computing the sum of the inverse 10th powers of the roots he found. |
| 1914  | 79 (γn ≤ 200)                                  | R. J. Backlund (1914) introduced a better method of checking all the zeros up to that point are on the line, by studying the argument S(T) of the zeta function. |
| 1925  | 138 (γn ≤ 300)                                 | J. I. Hutchinson (1925) found the first failure of Gram's law, at the Gram point g126. |
| 1935  | 195                                            | E. C. Titchmarsh (1935) used the recently rediscovered صيغة ريمان-سيغل , which is much faster than Euler–Maclaurin summation.It takes about O(T3/2+ε) steps to check zeros with imaginary part less than T, while the Euler–Maclaurin method takes about O(T2+ε) steps. |
| 1936  | 1041                                           | E. C. Titchmarsh (1936) and L. J. Comrie were the last to find zeros by hand. |
| 1953  | 1104                                           | A. M. Turing (1953) found a more efficient way to check that all zeros up to some point are accounted for by the zeros on the line, by checking that Z has the correct sign at several consecutive Gram points and using the fact that S(T) has average value 0. This requires almost no extra work because the sign of Z at Gram points is already known from finding the zeros, and is still the usual method used. This was the first use of a digital computer to calculate the zeros. |
| 1956  | 15000                                          | D. H. Lehmer (1956) discovered a few cases where the zeta function has zeros that are "only just" on the line: two zeros of the zeta function are so close together that it is unusually difficult to find a sign change between them. This is called "Lehmer's phenomenon", and first occurs at the zeros with imaginary parts 7005.063 and 7005.101, which differ by only .04 while the average gap between other zeros near this point is about 1.                                      |
| 1956  | 25000                                          | D. H. Lehmer |
| 1958  | 35337                                          | N. A. Meller |
| 1966  | 250000                                         | R. S. Lehman |
| 1968  | 3500000                                        | Rosser, Yohe & Schoenfeld (1969) stated Rosser's rule (described below). |
| 1977  | 40000                                          | ريتشارد بي. برنت |
| 1979  | 81000001                                       | R. P. Brent |
| 1982  | 200000001                                      | R. P. Brent, J. van de Lune, H. J. J. te Riele ‏, D. T. Winter |
| 1983  | 300000001                                      | J. van de Lune, H. J. J. te Riele |
| 1986  | 1500000001                                     | van de Lune, te Riele & Winter (1986) gave some statistical data about the zeros and give several graphs of Z at places where it has unusual behavior. |
| 1987  | A few of large (~1012) height                  | A. M. Odlyzko (1987) computed smaller numbers of zeros of much larger height, around 1012, to high precision to check Montgomery's pair correlation conjecture. |
| 1992  | A few of large (~1020) height                  | A. M. Odlyzko (1992) computed a 175 million zeroes of heights around 1020 and a few more of heights around 2×1020, and gave an extensive discussion of the results. |
| 1998  | 10000 of large (~1021) height                  | A. M. Odlyzko (1998) computed some zeros of height about 1021 |
| 2001  | 10000                                          | J. van de Lune (unpublished) |
| 2004  | 900000                                         | S. Wedeniwski (ZetaGrid distributed computing) |
| 2004  | 10000 and a few of large (up to ~1024) heights | X. Gourdon (2004) and Patrick Demichel used the Odlyzko–Schönhage algorithm. They also checked two billion zeros around heights 1013, 1014, ... , 1024. |